# 낭산면
낭산면(朗山面)은 대한민국의 전북특별자치도 익산시에 설치된 면이다.

## 지리
낭산면은 익산시 북동부에 위치한 야산 지역 남동쪽에 미륵산이 있고 함열읍, 용동면, 망성면, 여산면, 금마면, 삼기면과 경계를 이루고 있다. 주민 대부분이 농업에 종사하고 있고 성남리, 삼담리에 사과, 포도가 낭산리 및 석천리 인근에 딸기 및 참외가 재배되는 등 복합영농지역이다. 용기리, 낭산리를 중심으로 질 좋은 원석이 채취되는 등 석재산업 이 발달하였으나 최근 들어 쇠퇴하고 있는 실정이다. 강한 향토애와 따뜻한 인정을 가진 전형적인 농촌지역으로 익산시 북부지역의 중요한 위치를 차지하고 있다.

## 법정리
- 구평리(龜坪里)
- 낭산리(朗山里)
- 삼담리(三潭里): 행정복지센터 소재지
- 석천리(石泉里)
- 성남리(城南里)
- 용기리(龍機里)
- 호암리(虎巖里)

## 교육
- 용성초등학교 (구평리)
- 낭산초등학교 (호암리)

## 문화재
- 익산낭산산성 - 전라북도 기념물 제13호